# Deutsche Fußballmeisterschaft 1921/1922
Patnáctý ročník Deutsche Fußballmeisterschaft (Německého fotbalového mistrovství) se konal od 21. května do 6. srpna 1922.
Turnaje se zúčastnilo osm klubů. Vítězem turnaje se nestal žádný klub, protože ve finále se utkal Hamburger SV proti obhájci minulého ročníku Norimberkem a oba dva zápasy skončili remízami (2:2, 1:1). Nakonec se federace rozhodla vyhlásit vítěze Hamburger SV, ten to ale odmítl.